# August Wilhelm von Rhetz
August Wilhelm von Rhetz (geboren am 22. Dezember 1721 in Riddagshausen bei Braunschweig; gestorben am 1. April 1796 vermutlich in Braunschweig) war ein herzoglich braunschweigisch-lüneburgischer Generalleutnant und Autor.

## Leben
Von Rhetz war der älteste Sohn des 1726 von Kaiser Karl VI. in den Reichsadelsstand erhobenen Kammerrats- und Landdrosten Levin August Rhetz (3. Juni 1693 – 27. Oktober 1757) und dessen Frau Auguste Wilhelmine (geborene von Voigts; 1. März 1703 – 2. Mai 1772).
Er begann 1738 seine Militärlaufbahn als Fähnrich im fürstlichen Leibregiment. Bereits 1748 nahm er seinen Abschied und trat als Obristlieutenant in des Regiment Oranien Nassau in niederländische Dienste. Im Siebenjährigen Krieg bestellte ihn Herzog Karl I. von Braunschweig am  26. November 1759 zum Oberst des in Braunschweig stationierten Leib-Grenadier-Korps. Am 11. März 1762 wurde er als Generalmajor Kommandeur des Leibregiments (Infanterieregiment No. 1) und des Regiments von Imhoff (Infanterieregiment No. 4) und nahm an mehreren Schlachten teil. Nach dem Friedensschluss 1763 behielt er sein Kommando beim Leibregiment, und 1768 bei der Reorganisation der Truppenkorps in der neu formierten Leibbrigade. 1773 wurde ihm das Regiment des verabschiedeten Oberst Joachim Friedrich von Koppelow unterstellt.
In der Zeit vom Sommer 1776 bis 1783 war er unter Generalmajor Friedrich Adolf von Riedesel mit dem Regiment von Rhetz im amerikanischen Unabhängigkeitskrieg eingesetzt. Da er während dieses Einsatzes zeitweise beurlaubt war und sich in Braunschweig aufhielt, wurde sein Regiment vertretungsweise von Oberstleutnant Johann Gustav von Ehrenkrook geführt. Nach der Rückkehr der Truppen wurde er am 27. September 1783 zum Generalleutnant ernannt und erhielt das Oberkommando über das Braunschweiger Truppenkorps. Etwa 1786 wurde er pensioniert.
Er verfasste ein Theaterstück mit dem Titel Vitellie, das er 1793 anonym veröffentlichte, weitere Schriften folgten.

## Freimaurerei
Von Rhetz war seit 1743 Mitglied der Freimaurer geworden und war Mitstifter der Loge Jonathan in Braunschweig, der er an ihrem Stiftungstag, dem 12. Februar 1744, beitrat. Bis zu seinem Tod war er Mitglied in folgenden Logen:
- 1765: Jonathan zum Pfeiler
- 1770: St. Charles de la Concorde
- 1773: Zur gekrönten Säule

Am 4. August 1767 trat er unter dem Namen „Augustus Eques a. Trabe aurea“ (vom goldenen Balken) in die Strikte Observanz ein und wurde zum „Commendator equitum“ ernannt. Durch Ferdinand von Braunschweig-Wolfenbüttel wurde er 1770 deputierter Großmeister des Herzogs sowie einer seiner Ratgeber. 1771 vermittelte er den Zutritt des regierenden Herzogs Karl und Ferdinands zum Freimaurerorden. 1773 fungierte er als schottischer Großschwertträger und wurde 1777 vom Herzog als Deputierter zur Präliminarkonferenz nach Hamburg entsandt. Am 23. Mai 1780 wurde von Rhetz zum Präses des Direktoriums und am 1. August des Jahres zum Präfekten von Braunschweig erwählt. Herzog Ferdinand setzte ihn am 19. Oktober als schottischen Obermeister ein und am 26. Oktober 1781 im Kapitel als Präfekten. Diese Ernennung wurde von den Mitgliedern des Provinzialkapitels kritisiert, weil die Installation nicht dem Großmeister, sondern dem Heermeister zugestanden hätte. Daraufhin wurde von Rhetz vom Herzog mitsamt des Direktoriums suspendiert. Die Mitglieder des Direktoriums baten um Verzeihung und um die Aufhebung ihrer Suspension. Der Herzog hob diese auf und forderte eine Verlegung der Direktion nach Weimar. Von Rhetz wurde wieder zum Präfekten und bis zu seinem Tod schottischer Obermeister.

## Wohnhaus in der Breiten Straße
| Stadtplan von F. W. Culemann aus dem Jahre 1798, Lage des Grundstücks Brandnummer 779/787. |
| Haus von Rhetz · Braunschweig im Jahr 1798                                                 |
| _ Das Haus von Rhetz – Lage des Grundstücks                                                |

Rhetz besaß ein Haus in der Breiten Straße Nr. 9 (Ass.-Nr. 778/779/787) in Braunschweig, das sein Großvater, der Oberverwalter Franz Andreas Voigt (oder von Voigts), der 1698, 1701 und 1703 drei zusammenhängende Grundstücke erworben hatte, dort hatte errichten lassen. Zuvor waren dort auf den Grundstücken die Häuser von Zöllner, Evers und Hahnebutt, von denen eines die Gastwirtschaft „Der goldene Bär“ oder „Zum goldenen Bären“ war, das 1517 von Hinrick Beer dort errichtet worden war. Dort ließ sein Großvater die vorhandenen Gebäude abreißen und bis 1718 durch den Landesbaumeister Hermann Korb ein neues Wohnhaus errichten. Dieses wurde zeitweise an Jacob Heinrich von Flemming vermietet. Seine Mutter, die 1740 die Alleinerbin des Hauses war, ließ dieses mit einem Balkon versehen und richtete das Hinterhaus neu ein. Von Rhetz erwarb später ein Nachbargrundstück in der Scharrnstraße und erweiterte das Haus durch ein Nebengebäude. Gegenüber befand sich in der Breiten Straße Nr. 18 das ehemalige Hotel d’Angleterre. Das Haus war ein aus Quaderstücken ausgeführtes massives 2-stöckiges Gebäude mit einer Attika. Die Front hatte eine Breite von 9 Fenstern. Im Erdgeschoss waren an beiden Ecken Toröffnungen. In der Mitte des zweiten Geschosses war der Balkon mit einer großen Fenstertür, der von zwei freistehenden toskanischen Säulen gestützt wurde. Zwei Flügel, die im Hinterhof angebaut waren, schlossen ein Mittelgebäude zur Scharrnstraße ein. Das Haus befand sich nahe dem Bäckerklint. Da er keine überlebenden Kinder hinterließ, kam das Haus unter der Bedingung, dass der Zusatz von Rhets an den Namen angehängt werden musste, an seinen Cousin den Juristen, Klosterrat und braunschweigischen Oberhauptmann Johann August von Voigts[-Rhetz], aus dessen Familie mehrere Generäle hervorgingen. 1801 wurde das Gebäude vom Grafen Karl Friedrich Gebhard von der Schulenburg-Wolfsburg erworben, von dem es 1821 an den Kaufmann Karl Heinrich Degener verkauft wurde. Später um 1880 kam das Haus in den Besitz des Kaufmanns Ferdinand Thein, der dort eine Fabrikation von Likör und Fruchtsaft betrieb. Daraus ging die „Ferd. Thein. Nachf., Likörfabrik und Weinhandlung“ hervor, die noch mindestens bis 1942, vermutlich bis Qktober 1944 (Bombenangriff auf Braunschweig am 15. Oktober 1944), dort ansässig war und das Geschäft später in der Rudolfstraße 19 fortführte.

## Familie
Von Rhetz war mit der Witwe († 1782) des Wolfenbüttler Kommissionsrats Thies verheiratet. Durch diese Heirat kam er in den Besitz eines Rittergutes in Halchter. Doch war seine finanzielle Situation eher schlecht. Zudem gab er eine gerichtliche Auseinandersetzung mit Sophie Elisabeth von Goué (* 1736), der Tochter des Peter Deneke († 1737) und seit 1772 Ehefrau des August Siegfried von Goué (1743–1789) um das aus dieser Ehe stammende Vermögen. Thies war am 16. September 1737 zu ihrem Vormund bestimmt worden, war der Verwalter ihres Erbes und nach dem Tod von dessen Witwe forderte Frau von Goué nun das ihr vermeintlich zustehende Geld ihres Vaters.
- August Karl Justus von Rhetz († 1792), der einzige Sohn des Paares, studierte 1780 in Helmstedt Rechtswissenschaften und starb als Leutnant in preußischen Diensten.

Sein Bruder Conrad Franz von Rhetz (1726–1788), herzoglich braunschweigischer Landdrost in Riddagshausen, war mit Elisabeth Wilhelmine (geborene von Voigts; 22. November 1726 – 20. August 1780) verheiratet. In der Klosterkirche von Riddagshausen wurde ihm durch Johann August von Voigts-Rhetz, gen. von König (1728–1801) eine Gedenktafel an dem Epitaph seiner Eltern gestiftet.

## Auszeichnungen (Auswahl)
- 10. Juni 1750: Ehrenmitglied Matrikel-Nr. 183 [200] (lateinisch membra honoraria) der Deutschen Gesellschaft zu Göttingen[14]
- 13. Juli 1778: Ritter des Dannebrogordens durch König Christian VII.[15]
- Ritter des Schwedischen Schwertordens[2]

## Schriften (Auswahl)
- Vitellie Tragédie, qui a donné lieu au Titus de Monsieur de Belloy, et qui peut Servir d'anecdote littéraire aux amateurs du Théatre. Braunschweig 1793 (Tragödie, französisch, opendata.uni-halle.de).
- Guise Le Balafré. Breslau 1796 (Tragödie, französisch, gdz.sub.uni-goettingen.de)